# Sheriff Jim Coats Clearwater Women's Open 2011
LoSheriff Jim Coats Clearwater Women's Open 2011 è stato un torneo di tennis facente parte della categoria ITF Women's Circuit nell'ambito dell'ITF Women's Circuit 2011. Il torneo si è giocato a Clearwater (Florida) negli USA dal 7 al 13 marzo 2011 su campi in cemento e aveva un montepremi di $25,000.

## Vincitori

### Singolare
Ajla Tomljanović ha battuto in finale  Sesil Karatančeva con il punteggio di 7–6(3), 6–3

### Doppio
Kimberly Couts /  Līga Dekmeijere hanno battuto in finale  Heidi El Tabakh /  Arina Rodionova con il punteggio di 6–1, 6–4